# Високовольтний провулок (Київ)
Високово́льтний прову́лок — провулок у Дарницькому районі міста Києва, місцевість Бортничі. Пролягає від вулиці Вакуленчука до Автопаркової вулиці.
Прилучається Колекторна вулиця.

## Історія
Виник у 80-ті роки XX століття.